# Hagwi
Hagwi – wieś w Armenii, w prowincji Lorri. W 2011 roku liczyła 402 mieszkańców.